# Волшебство
«Волшебство» (укр. Волшебство; чарування, чари) — другий офіційний альбом гурту «Flëur» виданий 2003 року в Україні і 2004 року у Франції. Назва є російським словом, що перекладається як чари. Є другою частиною так званої трилогії Flëur.
Після випуску попереднього альбому склад гурту суттєво змінився. До Flëur приєдналася скрипалька Анастасія Кузьміна, яка є учасницею гурту донині. Віолончелістка Катерина Сербіна покинула проект, замість неї прийшла Олександра Дідик. Також до гурту приєдналася Катерина Котельнікова, яка є учасницею гурту донині і яка стала автором майже усіх аранжувань пісень Flëur.
За словами учасників гурту альбом записувався на одній з найкращих студій України з найкращими звукорежисерами, але тяжко та з довгими простоями у роботі

## Композиції альбому

### Українське видання
| #   | Назва                                      | Автор              | Тривалість |
| --- | ------------------------------------------ | ------------------ | ---------- |
| 1.  | «Интро»                                    |                    | 0:49       |
| 2.  | «Пустота»                                  | Ольга Пулатова     | 3:51       |
| 3.  | «Почти реально»                            | Олена Войнаровська | 5:09       |
| 4.  | «Формалин»                                 | Ольга Пулатова     | 4:03       |
| 5.  | «Печальный клоун»                          | Олена Войнаровська | 5:00       |
| 6.  | «Когда ты грустишь»                        | Ольга Пулатова     | 3:22       |
| 7.  | «Баллада о белых крыльях и алых лепестках» | Олена Войнаровська | 5:29       |
| 8.  | «Ремонт»                                   | Ольга Пулатова     | 4:01       |
| 9.  | «Медальон»                                 | Олена Войнаровська | 4:36       |
| 10. | «Я сделаю это»                             | Ольга Пулатова     | 5:07       |
| 11. | «Никогда»                                  | Олена Войнаровська | 4:29       |
| 12. | «Струна»                                   | Ольга Пулатова     | 5:37       |
| 13. | «Русская рулетка»                          | Олена Войнаровська | 5:33       |
| 14. | «Легион»                                   | Ольга Пулатова     | 4:57       |
| 15. | «Горизонт»                                 | Олена Войнаровська | 4:22       |

### Французьке видання
Французьке видання альбому відрізняється іншим зведенням. У Франції альбом був виданий під назвою «Magic» та має перекладені англійською назви пісень.
| #   | Назва                                          | Тривалість |
| --- | ---------------------------------------------- | ---------- |
| 1.  | «Intro»                                        | 0:49       |
| 2.  | «The Emptiness»                                | 3:51       |
| 3.  | «Almost Real»                                  | 5:09       |
| 4.  | «Formalin»                                     | 4:03       |
| 5.  | «The Ballad Of White Wings And Scarlet Petals» | 5:29       |
| 6.  | «Repair»                                       | 4:01       |
| 7.  | «Medallion»                                    | 4:36       |
| 8.  | «I Will Do It»                                 | 5:07       |
| 9.  | «Never»                                        | 4:29       |
| 10. | «The String»                                   | 5:37       |
| 11. | «Russian Roulette»                             | 5:33       |
| 12. | «Legion»                                       | 4:57       |
| 13. | «Horizon»                                      | 4:22       |

## Музиканти, що брали учать у записі альбому

### Зі складу групи
- Ольга Пулатова — фортепіано, вокал (2, 4, 6, 8, 10, 12, 14)
- Олена Войнаровська — гітара, вокал (3, 5, 7, 9, 11, 13, 15)
- Юлія Земляна — флейта
- Олександра Дідик — віолончель
- Анастасія Кузьміна — скрипка
- Катерина Котєльнікова — синтезатор
- Олексій Ткачевський — ударні
- Владислав Міцовський — перкусія
- Віталій Дідик — контрабас

### Запрошені музиканти
- Катерина Сербіна — віолончель, акордеон
- Олексій Довгалєв — синтезатор, гітара

### Інші
- Дмитро Вєков — продюсер, продакшн, дизайн
- Владислав Міцовський — продюсер, дизайн
- Олег Яшник — звукоінженер
- Іван Шевчук — звукоінженер
- Сегрій Ляшков — фото
- Сергій Товстолужський — запис і зведення (студія «ПроТон Аудіо», Київ, 2003—2004)
- Віталій Телезін — запис і зведення (студія «ПроТон Аудіо», Київ, 2003—2004)
- Сергій Заболотний — мастеринг
- Павло Шевчук — мастеринг для видання у складі трилогії («Paularis Music Group», 2005, Київ)
- Фредерік Шаплен — мастеринг для французького видання
- Сабін Аделаїд — оформлення обкладинки для французького видання

## Ротація
У ротацію на радіостанціях потрапили такі пісні з цього альбому:
- Горизонт[2]
- Печальный Клоун[3]
- Формалин[4]
- Когда ты грустишь[5]

## Додаткова інформація
- За словами Ольги Пулатової, «Ремонт» — це пісня про дитинство, яке пройшло[6]
- Пісня «Ремонт» стала першою композицією гурту, на яку було знято професійний кліп, а не відеоарт, як раніше. Його режисерами є Олександр і Ігор Стеколенки. Самі музиканти вважають цей «Ремонт» єдиним своїм вдалим кліпом[7].
- До пісень «Формалин», «Легион» і «Никогда» було зроблено відеоарти, які були 2005 року видані на диску разом з «Трилогією» та відеокліпом «Ремонт». Їх режисером є Євген Тимохін
- На обкладинці українського видання альбому зображена фотографія скляного флакону з-під одеколону через синій фільтр[8]. Олена Войнаровська зазначала в інтерв'ю, що обкладинка диску «Волшебство» є улюбленою для неї серед усіх альбомів гурту[7]
- Пісня «Горизонт» також видавалася на збірці найкращих пісень гурту Flëur «Флёрография»
- Пісня «Никогда» також видавалася на збірці «Elegy Sampler 33»[9]
- Пісня «Пустота» також видавалася на збірці «Lightwaves»[10]
- Пісня «Медальон» також видавалася на збірці «: Per: Version: Vol. 12»[11]
- Пісня «Баллада о белых крыльях и алых лепестках» також видавалася на збірці «歌特时代 3»[12]
- Пісня «Русская рулетка» також видавалася на збірці найкращих пісень гурту Flëur «Флёрография» та збірці «New Signs & Sounds 09/04»[13]
- Пісня «Ремонт» також видавалася на збірці найкращих пісень гурту Flëur «Флёрография» та збірці «Предчуствие Весны»[14]
- Пісня «Формалин» також видавалася на збірці найкращих пісень гурту Flëur «Флёрография» та збірці «Play Station (#7'07)»[15] У квітні 2019 року пісня в україномовному варіанті увійшла до синглу «Роздвоєння хижої особистості», сольного проєкту Ольги Пулатової[16]
- Пісня «Горизонт» була використана у російському фільмі «Лучший друг моего мужа» без згоди авторів[17]